# Élections régionales de 1998 en Bavière
Les élections régionales de 1998 en Bavière (en allemand : Landtagswahl in Bayern 1998) se tiennent le 13 septembre 1998, afin d'élire les 204 députés de la 14e législature du Landtag, pour un mandat de cinq ans.
Le scrutin est marqué par la victoire de la CSU du ministre-président Edmund Stoiber, qui confirme et augmente la majorité absolue dont elle bénéficie depuis 1962.

## Mode de scrutin
Le Landtag est constitué de 204 députés (en allemand : Mitglied des Landtags, MdL), élus pour une législature de cinq ans au suffrage universel direct et suivant le scrutin proportionnel de Hare.
Chaque électeur dispose de deux voix : la première lui permet de voter pour un candidat de sa circonscription (en allemand : Stimmkreisstimme), selon les modalités du scrutin uninominal majoritaire à un tour, le Land comptant un total de 104 circonscriptions ; la seconde voix (en allemand : Wahlkreisstimme) lui permet de voter en faveur d'une liste de candidats présentée par un parti au niveau de son district. L'électeur peut également émettre un vote préférentiel pour un candidat présent sur la liste de district.
Lors du dépouillement, l'intégralité des 204 sièges est répartie en fonction du total des premières et secondes voix récoltées, à condition qu'un parti ait remporté 5 % des voix au niveau du Land. Si un parti a remporté des mandats au scrutin uninominal, ses sièges sont d'abord pourvus par ceux-ci.
Dans le cas où un parti obtient plus de mandats au scrutin uninominal que la proportionnelle ne lui en attribue, la taille du Landtag est augmentée jusqu'à rétablir la proportionnalité.

## Campagne

### Principaux partis et chefs de file
| Parti | Parti                                                                      | Chef de file                        | Résultats de 1994           |
| ----- | -------------------------------------------------------------------------- | ----------------------------------- | --------------------------- |
|       | Union chrétienne-sociale en Bavière Christlich-Soziale Union in Bayern     | Edmund Stoiber (Ministre-président) | 52,8 % des voix 120 députés |
|       | Parti social-démocrate d'Allemagne Sozialdemokratische Partei Deutschlands | Renate Schmidt                      | 30,0 % des voix 70 députés  |
|       | Alliance 90 / Les Verts Bündnis 90/Die Grünen                              | Jerzy Montag                        | 6,1 % des voix 14 députés   |

## Résultats

### Voix et sièges
|                                   | Union chrétienne-sociale en Bavière (CSU) | Union chrétienne-sociale en Bavière (CSU) | 3 168 996 | 51,75 | 99        | en stagnation | 3 278 768 | 54,08 | 24  | 6 447 764  | 52,91 | 123 | 3             |  |  |  |
|                                   | Parti social-démocrate d'Allemagne (SPD)  | Parti social-démocrate d'Allemagne (SPD)  | 1 800 732 | 29,40 | 5         | en stagnation | 1 701 168 | 28,06 | 62  | 3 501 900  | 28,73 | 67  | 3             |  |  |  |
|                                   | Alliance 90 / Les Verts (Grünen)          | Alliance 90 / Les Verts (Grünen)          | 335 679   | 5,48  | 0         | en stagnation | 356 777   | 5,88  | 14  | 692 456    | 5,68  | 14  | en stagnation |  |  |  |
|                                   | Électeurs libres (FW)                     | Électeurs libres (FW)                     | 251 742   | 4,11  | 0         | en stagnation | 194 373   | 3,21  | 0   | 446 115    | 3,66  | 0   | en stagnation |  |  |  |
|                                   | Les Républicains (REP)                    | Les Républicains (REP)                    | 226 385   | 3,70  | 0         | en stagnation | 211 759   | 3,49  | 0   | 438 144    | 3,60  | 0   | en stagnation |  |  |  |
|                                   | Parti écologiste-démocrate (ÖDP)          | Parti écologiste-démocrate (ÖDP)          | 117 154   | 1,91  | 0         | en stagnation | 100 686   | 1,66  | 0   | 217 840    | 1,79  | 0   | en stagnation |  |  |  |
|                                   | Parti libéral-démocrate (FDP)             | Parti libéral-démocrate (FDP)             | 103 727   | 1,69  | 0         | en stagnation | 98 061    | 1,62  | 0   | 201 788    | 1,66  | 0   | en stagnation |  |  |  |
|                                   | Parti bavarois (BP)                       | Parti bavarois (BP)                       | 47 936    | 0,78  | 0         | en stagnation | 40 644    | 0,67  | 0   | 88 580     | 0,73  | 0   | en stagnation |  |  |  |
|                                   | Autres                                    | Autres                                    | 71 680    | 1,17  | 0         | en stagnation | 80 642    | 1,33  | 0   | 155 322    | 1,25  | 0   | en stagnation |  |  |  |
|                                   |                                           |                                           |           |       |           |               |           |       |     |            |       |     |               |  |  |  |
| Votes valides                     | Votes valides                             | Votes valides                             | 6 124 031 | 99,18 |           |               | 6 062 878 | 98,20 |     | 12 186 909 | 98,69 |     |               |  |  |  |
| Votes blancs et nuls              | Votes blancs et nuls                      | Votes blancs et nuls                      | 50 456    | 0,82  | 111 299   | 1,80          | 161 755   | 1,31  |     |            |       |     |               |  |  |  |
| Total                             | Total                                     | Total                                     | 6 174 487 | 100   | 104       | en stagnation | 6 174 177 | 100   | 100 | 12 348 664 | 100   | 204 | en stagnation |  |  |  |
| Abstentions                       | Abstentions                               | Abstentions                               | 2 671 668 | 30,20 |           |               | 2 671 978 | 30,20 |     |            |       |     |               |  |  |  |
| Nombre d'inscrits / participation | Nombre d'inscrits / participation         | Nombre d'inscrits / participation         | 8 846 155 | 69,80 | 8 846 155 | 69,80         |           |       |     |            |       |     |               |  |  |  |